# Antefasy (langue)
Pour les articles homonymes, voir Antaifasy.
L'antefasy ou antaifasy est une des dialectes du malgache parlé surtout par le peuple Antaifasy de la région d'Atsimo-Atsinanana. C'est le principal dialecte parlé autour de la ville de Farafangana. Le dialecte Antefasy urbain se différencie de celle de la campagne au niveau de la prononciation. Le dialecte fait partie du groupe dialectique malgache plateau avec le Betsileo, l'Antemoro, etc.

## Comparaison au dialecte merina
Le dialecte Merina est la langue officielle de Madagascar.Elle est presque compris partout sur l'île.
En dialecte Antefasy, on ne prononce pas le "j" comme avec le nom "Juan" en espagnol dans certains mots comme Aija, Ovija et Ija.
| Français       | Merina        | Antefasy           |
| -------------- | ------------- | ------------------ |
| Où             | Aiza          | Aija               |
| Quand          | Oviana        | Ovija              |
| Quoi           | Inona         | ino                |
| Qui            | Iza           | Ija                |
| Içi            | Eto           | Etoa               |
| Voici          | Ity           | Itiky              |
| Aussi          | Ihany         | Avao               |
| En/ā           | Any           | Agny               |
| Si             | Raha          | Laha/Raha          |
| Pourquoi       | Maninona      | Magnino            |
| Quoi           | Inona         | Ino                |
| Même           | Na            | Ndre               |
| Vraiment       | Tokoa         | Tokoatry           |
| Suivre         | Manaraka      | Magnaraky          |
| Sec            | Ritra         | Ritry              |
| Pleurer        | Mitomany      | Mitomagny          |
| Avoir peur     | Matahotra     | Matahotry          |
| Maison         | Trano         | Tragno             |
| Etroit         | Tery          | Pitsa/Tery         |
| Tirer          | Mitifitra     | Mitifitry          |
| Faire          | Manao         | Magnano            |
| Fonder         | Manangana     | Manangagny         |
| Joie           | Hafaliana     | Hafaliagny         |
| Parler de      | Miresaka      | Miresaky/Mizaka    |
| Marché         | Tsena         | Bazary             |
| Commerçant     | Mpivarotra    | Mpivarotry         |
| Rivière        | Renirano      | Ranomamy           |
| Mer            | Ranomasina    | Ranomasy           |
| Froid          | Mangatsiaka   | Mangatseky         |
| Porte          | Varavarana    | Varavaragny        |
| Pirogue        | Lakana        | Lakagny            |
| Voiture        | Fiara         | Tômôbily           |
| Avion          | Fiaramanidina | Rôpilany           |
| Train          | Fiarandalamby | Lamasiny           |
| Fatigué        | Reraka        | Valaky             |
| Marmite        | Vilany        | Vilagny            |
| Cuillère       | Sotro         | Sotroky            |
| Table          | Latabatra     | Latabatry          |
| Cuisine        | Lakozia       | Lakozy             |
| Stylo          | Penina        | Stylo              |
| Crayon         | Pentsili-hazo | Crayon             |
| Pomme          | Paoma         | Pôma               |
| Mangue         | Manga         | Amanga             |
| Tomate         | Voatabia      | Tamatesy/Voatabia  |
| Carotte        | -             | Karôty             |
| Choux          | Laisoa        | Laisoa             |
| Betterave      | Beteravy      | Betteravy          |
| Pomme de terre | Ovy           | Pômedetera         |
| Pain           | Mofo          | Mofo dipaigny      |
| Oignon         | Tongolo       | Tongolo            |
| Manioc         | Mangahazo     | Kazaha             |
| Huile          | Menaka        | Menaky             |
| Ordinateur     | Solosaina     | Ôrdinatera         |
| Livre          | Boky          | Boky               |
| Jour           | Atoandro      | Atoandro           |
| Après midi     | Tolakandro    | Sondrognandro      |
| Soir           | Hariva        | Hariva             |
| Nuit           | Alina         | Aligny             |
| Mandarine      | -             | Mandariny          |
| Orange (Fruit) | Voasary       | Voangy             |
| Amour          | Fitiavana     | Fitiavagny         |
| Peur           | Tahotra       | Tahotry/Faliavagny |
| Joie           | Hafaliana     | Hafaliagny         |

Exemple 1:
- Français : Il vient de parler de l'histoire de la région du sud est.
- Merina : Avy niresaka momban'ny tantaran'ny faritra Atsimo Atsinanana izy.
- Antefasy : Avy niresaky momba

aningne tantara aningne faritry Atsimo Atsignanagny izy.
Exemple 2:
- Français : Il sait seulement parler le dialecte de Farafangana et l'Anglais.
- Merina : Tsy mahay miteny afa tsy fitenin'ny olona avy ao Farafangana sy Anglisy izy.
- Antefasy : Tsy mahay mizaka izy afa tsy fitenin'olo avy a Farafangana da anglisy.

## Chiffres
Chiffres :
- Raiky (1)
- Roy (2)
- Telo (3)
- Efatry (4)
- Dimy (5)
- Enina (6)
- Fito (7)
- Valo (8)
- Sivy (9)
- Folo (10)
- Zato (100)
- Arivo (1000)

## Liens
- Code de langue IETF : plt